# Supervivientes de los Andes
Supervivientes de los Andes és una pel·lícula mexicana estrenada el 15 de gener de 1976 dirigida per René Cardona Jr., que relata la tragèdia que van viure les víctimes de l'accident aeri dels Andes en 1972. Va ser el primer llargmetratge referent al succés i va ser filmada a Mèxic. El guió està basat en el llibre Survive! de Clay Blair, escrit el 1973 sobre l'accident.

## Sinopsi
Un equip de rugbi uruguaià s’estavella a la serralada dels Andes i ha de sobreviure a les temperatures extremadament fredes i al clima difícil. Quan algunes de les persones moren, els supervivents es veuen obligats a prendre una terrible decisió entre la fam i el canibalisme.

## Repartiment
- Hugo Stiglitz (Francisco Pedraza)
- Norma Lazareno (Silvia Pedraza)
- Luz María Aguilar (Sra. Madero)
- Fernando Larrañaga (Madero)
- Lorenzo de Rodas
- Pablo Ferrel (Raúl)
- Leonardo Daniel (Carmelo)
- Sara Guasch (madre de Silvia)
- Ernesto Gallardo
- Gloria Chávez (mujer que va a la boda)
- José Elías Moreno Jr. (Rodrigo Fernández)
- Miguel Ángel Ferriz
- Carlos Cámara
- Ernesto Parra
- Sebastián Ligarde (Felipe)
- Wilson Ovelar Fournier (Piloto)
- Eugenio Villar Borja (El Oso)

## Recepció
The New York Times va fer una crítica negativa de la pel·lícula, qualificant-la de "una pel·lícula irritantment doblada d'exposició rudimentària amb un acompanyament musical de vegades tènue". Roger Ebert li va donar zero estrelles i va dir: "A la majoria de pel·lícules amb molta sang, talls i primers plans de ferides infectants i tot això, el públic típic riu per trencar la tensió (les pel·lícules de terror gairebé sempre es representen com a comèdies). Amb Survive!, Però, el públic tendeix a ser una mica més sobri, una mica més reflexiu. Potser això es deu al fet que ens adonem que subjacents a aquesta pel·lícula bastant tonta, poc inspirada i crua, és una història real d’un poder tan convincent que estem obligats a pensar i respondre."
La pel·lícula fou estrenada a Chicago el cap de setmana del Labor Day de 1976, i va recaptar $1,060,000 a 63 sales, cosa que la va impulsar al número u de la taquilla dels Estats Units.